# 1581
سنة 1581 كانت سنة بسيطة تبدأ يوم الأحد (الرابط يظهر نموذج التقويم الكامل للسنة) من التقويم اليولياني.

## مواليد
- أرنولد مولر، رياضياتي ألماني.

## وفيات
- الغورو رام داس